# The Grateful Dead (альбом)
The Grateful Dead — дебютный студийный альбом группы Grateful Dead, вышедший в марте 1967 года на лейбле Warner Bros. Records. Согласно автобиографии басиста группы Фила Леша В поисках Звука: моя жизнь с Grateful Dead, первоначальное название альбома — San Francisco’s Grateful Dead.

## Об альбоме
Основная часть альбома была записана на «Студии А» (Studio A) в Лос-Анджелесе всего за четыре дня. Группа хотела записать альбом в родном городе — Сан-Франциско, но в то время там не существовало достаточно оснащённых студий звукозаписи. Группа выбрала Дэвида Хассингера в качестве продюсера, так как он имел опыт работы звукорежиссёром с такими группами как Rolling Stones и Jefferson Airplane. Warner Bros. потребовали укоротить четыре звуковых дорожки Фил Леш упоминает об этом в автобиографии : 

По мне, так только одна песня удалась так, как мы того хотели, это Viola Lee Blues … Никто из нас никогда не имел опыта работы в студии … Хотя весь процесс вышел немного суетным.
Оригинальный текст (англ.)to my ear, the only track that sounds at all like we did at the time is Viola Lee Blues. ... None of us had any experience with performing for recording ... although the whole process felt a bit rushed.
Изначальный дизайн обложки альбома предполагал нечёткую надпись в верху: "В земле тьмы, кораблём солнца правит Благодарный Мертвец" (In the land of the dark, the ship of the sun is driven by the Grateful Dead), где Grateful Dead написано большими буквами. По просьбе группы художник Стэнли Маус изменил надпись, за исключением названия, так, чтобы её было невозможно прочитать. Среди фанатов группы распространена легенда, что слова взяты из египетской Книги Мёртвых.

## Список композиций
Сторона 1
1. «The Golden Road (To Unlimited Devotion)» (Grateful Dead) — 2:13
2. «Beat It on Down the Line» (Jesse Fuller) — 2:33
3. «Good Morning Little School Girl» (Сонни Бой Уильямсон I) — 5:45
4. «Cold Rain and Snow» (Obray Ramsey) — 2:31
5. «Sitting on Top of the World» (Lonnie Chatmon and Walter Vinson) — 2:07
6. «Cream Puff War» (Джерри Гарсия) — 2:28

Сторона 2
1. «Morning Dew» (Бонни Добсон и Тим Роуз) — 5:08
2. «New, New Minglewood Blues» (Noah Lewis) — 2:37
3. «Viola Lee Blues» (Lewis) — 10:13

Переиздание 2003 года
1. «The Golden Road (To Unlimited Devotion)» (Grateful Dead) — 2:11
2. «Beat It on Down the Line» (Fuller) — 2:30
3. «Good Morning Little School Girl» (Сонни Бой Уильямсон I) — 6:35
4. «Cold Rain and Snow» (Obray Ramsey) — 2:29
5. «Sitting on Top of the World» (Chatmon and Vinson) — 2:46
6. «Cream Puff War» (Garcia) — 3:20
7. «(Walk Me Out in the) Morning Dew» (Dobson and Rose) — 5:19
8. «New, New Minglewood Blues» (Lewis) — 2:44
9. «Viola Lee Blues» (Lewis) — 10:23
10. «Alice D. Millionaire» (Grateful Dead) — 2:24
  - Inspired by an autumn 1966 newspaper headline («LSD Millionaire») about the Dead’s benefactor and soundman Owsley Stanley.
11. «Overseas Stomp (The Lindy)» (Jab Jones and Will Shade) — 2:27
12. «Tastebud» (Ron McKernan) — 4:21
13. «Death Don’t Have No Mercy» (Преподобный Гари Дэвис) — 5:23
14. «Viola Lee Blues» (edited version) (Lewis) — 3:05
15. «Viola Lee Blues»* (live at DANCE HALL, Rio Nido, CA 9/3/67) (Lewis) — 23:13

## Участники записи
Grateful Dead
- Джерри Гарсия — соло-гитара, вокал, аранжировка
- Билл Кройцман — ударные
- Фил Леш — бас-гитара, вокал
- Рон МакКернан — клавишные, губная гармошка, вокал
- Боб Вейр — гитара, вокал

Технический персонал
- Дик Богерт — звукорежиссёр
- Бэтти Кантор-Джэксон — звукорежиссёр
- Боб Кэссиди — звукорежиссёр
- Дэвид Хассингер — продюсер